# Корінець Зеновій Михайлович
Зеновій Михайлович Корінець (16 червня 1967, с. Голобутів Стрийського району Львівської області) — хоровий диригент, музично-громадський діяч, педагог. Народний артист України (2008). Лауреат 2-го Всеукраїнського конкурсу хорових диригентів (Київ, 2001, 3-я премія). Закінчив Дрогобицьке музичне училище (1986; кл. Я. Бондзяка), Донецьку консерваторію (1996; викл. Л. Стрельцова). Керував самодіяльними колективами у Дрогобичі та Мукачевому (Закарп. обл.), учителював. 1996–97 — хормейстер, 1997—2001 — художній керівник та головний диригент Закарпатського народного хору (Ужгород), водночас 1994–98 — регент Мукачівського православного кафедрального собору. Від 2001 — головний режисер-диригент хору ім. Г. Верьовки, за сумісництвом — викладає в Інституті мистецтв при Національному педагогічному університеті (від 2007 — професор), і від 2003 — художній керівник ансамблю пісні і танцю «Червона калина» цього Інституту.
Організатор та художній керівник хору працівників апарату ВР України (Київ, від 2003).
У 2016—2021 — генеральний директор Національного хору ім. Верьовки. На цей період історії колективу припадає скандал через участь хору ім. Верьовки у програмі «квартал 95» із номером, в якому висміювали інцидент з підпалом будинку колишньої очільниці НБУ Валерії Гонтаревої. Згодом З.Корінець визнав, що рішення брати участь було неправильним і неетичним.
З 2022 року — керівник хору «Гомін» Леопольда Ященка.